# 卡罗琳·伍德
卡罗琳·伍德（英語：Carolyn Wood，1945年12月18日—），美国女子游泳运动员。她曾代表美国参加1960年夏季奥林匹克运动会游泳比赛，获得女子4×100米自由泳接力金牌。